# Новы Час
«Новы Час» (с бел. — «Новое Время») — белорусская общеполитическая еженедельная газета. Основана Минской городской организацией Общества белорусского языка имени Франциска Скорины. Издается с марта 2002. Тираж газеты составляет около 7000 экземпляров (май 2021). Главный редактор — Оксана Николаевна Колб (с 2015).

## Направленность издания
Газета-еженедельник «Новы Час» является одним из немногих периодических изданий, издающихся полностью на белорусском языке. В издании уделяется значительное внимание национальной культурной и исторической тематике, газета пропагандирует политику руководства белорусского государства в той части, которая направлена на сохранение и укрепление независимости Республики Беларусь, а также на сохранение и распространение белорусского языка. Издание считается газетой для интеллектуалов. В виде вкладок в газету издаются приложения «Літаратурная Беларусь» и «Спартыўная Беларусь».

## История
Первый выпуск издания вышел в марте 2002 года. Юбилейный 500-й выпуск вышел 16 сентября 2016 года.
22 марта 2017 года, после более чем 10-летнего перерыва, РУП «Белсоюзпечать» подписало договор на распространение газеты «Новы Час» через свою торговую сеть. 8 апреля газета появилась в киосках «Белсоюзпечати» в Минске и Минской области, а также появилась возможность оформления подписки на газету через каталог РУП «Белпочта».

### Деятельность во время протестов в Белоруссии. Репрессии со стороны властей
1 ноября 2020 года во время освещения протестов в Белоруссии были задержаны три фотокорреспондента газеты, среди них Яна Трусило и Александр Зенькович. Суд Октябрьского района г. Минска (судья — Елена Живица) присудил Яне 13 суток административного ареста.
29 ноября 2020 года во время освещения протестов в Белоруссии была задержана внештатный фотокорреспондент газеты Яна Трусило. 30 ноября суд Ленинского района г. Минска (судья — Юлия Шут) присудил ей 15 суток административного ареста.
14 января 2021 года стало известно, что «Белсоюзпечать» разрывает договор с редакцией о распространении её издания в своих киосках начиная с февраля 2021 года. После этого газета сделалась доступной только через подписной индекс «Белпочты».
По уголовному делу за вмешательство в деятельность милиции 12 марта 2021 года был арестован Денис Ивашин, журналист издания, который был автором цикла статей «Каго ці што абараняе „Беркут“ у Беларусі» (с бел. — «Кого или что защищает Беркут в Беларуси») и за день до задержания давал интервью каналу «Настоящее время», в котором сообщил о результатах своего журналистского расследования. 24 марта 2021 года совместным заявлением восьми организаций, в том числе Правозащитного центра «Весна», Белорусской ассоциации журналистов, Белорусского Хельсинкского комитета, Белорусского ПЕН-центра, был признан политическим заключённым.
28 мая 2021 года заместитель генерального прокурора Республики Беларусь Максим Воронин вынес главному редактору «Новага Часу» официальное предупреждение, высказав претензии к трём статьям, опубликованным в феврале и апреле 2021 года, причём некоторые цитаты из тех статей в предупреждении, подписанным Ворониным, были переведены с белорусского языка на русский некорректно. 7 июня 2021 года «Белпочта» отреагировала на предупреждение и проинформировала редакцию, что газету на второе полугодие в подписной каталог не возьмёт.
5 августа 2021 года Дмитрий Дмитриев, фотокор газеты, был задержан у себя дома и арестован на 15 суток за «неповиновение» милиционерам.
10 августа 2021 года стало известно про приостановку выпуска печатной версии газеты после 12 августа: частная типография «Ролл Принт» в своём письме от 27 июля сослалась на сложности в производственном процессе, в результате чего стало невозможным продолжить исполнять договор на печать. Редакция пробовала найти ей замену, но безрезультатно. Тем не менее было обещано, что сайт и социальные сети будут обновляться.
газеты 
19-20 октября 2021 года в офисе издания и жилищах журналистов прошли обыски, сотрудники были допрошены. Кроме того, были конфискованы компьютеры и прочая офисная техника. Международная федерация журналистов, Европейская федерация журналистов, Белорусская ассоциация журналистов раскритиковали атаку на «Новы Час».
28 октября 2021 года перестал открываться сайт novychas.by в Беларуси и за рубежом. В ответ на блокировку редакция запустила зеркало novychas.online.
22 декабря 2023 года суд Центрального района Минска признал сайт и социальные сети газеты «экстремистскими материалами». Ранее в том же году в список экстремистских материалов внесли несколько интернет-страниц «Новага часу».

## Награды
В 2009 газета получила премию имени Герда Буцериуса «Свободная пресса Восточной Европы» (Gerd Bucerius-Förderpreis Freie Presse Osteuropas) в размере 30000 евро. Номинировали газету на премию: министр иностранных дел Германии Гернот Эрлер, Белорусская ассоциация журналистов, Союз белорусских писателей и белорусское информационное агентство БелаПАН. Церемония вручения награды состоялась в столице Норвегии Осло в Нобелевском институте.
Главный редактор газеты Алексей Король стал победителем международного конкурса журналистов имени Найта (Knight International Journalism Award) за 2008 год, проводимого Международным центром для журналистов (ICFJ).

## Премия издания
Ежегодно (начиная с 2017 года) изданием, совместно с Союзом белорусских писателей, вручается премия им. Алексея Короля, в честь первого главного редактора газеты «Новы Час». Премия предусмотрена для молодых журналистов в возрасте до 30 лет за оригинальные статьи на белорусском языке, ранее не опубликованные. Присуждается в четырёх номинациях:
- лучший общественно-политический материал;
- лучший социально-экономичный материал;
- лучший культурно-исторический материал;
- лучший литературно-критический материал.

Трёх лауреатов конкурса определяет редакция «Нового Часа». Трёх победителей определяют читатели путём голосования на сайте издания. В номинации «лучший литературно-критический материал» победителя определяет секретариат ОО «Союз белорусских писателей».

## Главные редакторы
- Анисим Елена Николаевна (в 2000-х гг.);
- Король Алексей Степанович[тарашк.] (2010—2015);
- Колб Оксана Николаевна (с 2015).